# International Association of Amusement Parks and Attractions
L'International Association of Amusement Parks and Attractions (Association internationale des parcs de loisir et des attractions) usuellement abrégée IAAPA a été fondée en 1918. C'est la plus grande association internationale dans le domaine des parcs de loisirs et des attractions.
Elle regroupe plus de 6 000 membres de l'industrie du loisir, issus de plus de 100 pays. Elle est connue pour organiser les plus grands salons professionnels mondiaux dont le plus ancien qui se tient annuellement à Orlando, en Floride.  

## Sa mission
L'IAAPA a pour mission de promouvoir et développer le domaine du loisir en expansion. Elle enquête, mène des études, développe des formations afin de faire évoluer les techniques et connaissances du domaine. 
L'IAAPA sert aussi d'interlocuteur entre les professionnels, les ministères et les administrations. En Europe, elle délègue cette tâche à Europarks (une association indépendante basée à Bruxelles).
Elle publie le mensuel Funworld à travers lequel elle promeut ses partenaires et développe ses observations.
Elle organise chaque année des salons professionnels où les différents acteurs de l'industrie du loisirs se réunissent et échangent les nouvelles tendances et innovations du secteur.
L'association décerne tous les deux ans l'Applause Award. 